# Grupno specifični antigen
Grupno specifični antigen, ili gag, genetički je materijal koji kodira sržne strukturne proteine retrovirusa.
Gag je deo gag-inc fuzionog proteina.

## Gag u HIV-u

### Sistem numeracije
Po konvenciji, HIV genom se numeriše sledstveno HIV podtipu B referentnog soja HXB2.

### Transkripcija iRNK obrada
Nakon što virus prodre u ciljnu ćeliju, viralni genome se integriše u hromatin domaćinove ćelije. RNK polimeraza II zatim transkribuje 9181 nukleotida dugu punu viralnu RNK sekvencu. HIV Gag protein je kodiran HIV gag genom, HXB2 nukleotidima 790-2292.

## Spoljašnje veze
- Diagram at stanford.edu
- gag+Protein на 
- gag+Genes на 
- gag+Gene+Products,+Human+Immunodeficiency+Virus на 